# BAC 3-11
British Aircraft Corporation BAC 3-11 byl návrh letounu společnosti BAC z konce 60. let 20. století, který se nikdy nezačal vyrábět. Mělo to být velké dopravní letadlo stejné třídy jako Airbus A300, Douglas DC-10 a Lockheed TriStar. Mělo být poháněno dvěma dvouproudovými motory umístěnými v zadní části trupu stejně jako u svého předchůdce typu BAC 1-11. Britské národní aerolinie BEA si chtěly objednat tento typ, ale vládní zásah jim v tom zabránil. Vláda chtěla BEA přesvědčit, aby si místo BAC 3-11 koupily Airbusy A300. Nakonec spor skončil kompromisem a BEA objednaly stroje Tristar, které používaly britské motory Rolls-Royce. BAC 3-11 si nikdo jiný neobjednal, a tak se nezačaly vyrábět.